# The Pillars of the Earth (boek)
The Pillars of the Earth is een historische roman uit 1989 door de Britse schrijver Ken Follett. Het verhaal is opgebouwd rond de bouw van een fictieve kathedraal in de Zuid-Engelse stad Kingsbridge. Het speelt zich af in het midden van de 12e eeuw, tijdens een periode die de Engelse geschiedenis inging onder de naam The Anarchy. Deze periode liep ruwweg vanaf het zinken van The White Ship met de troonopvolger van Henry I aan boord, tot de moordaanslag op Thomas Becket. 
Het werd het bestverkopende werk van Ken Follett. Op het boek is de gelijknamige televisieserie uit 2010 gebaseerd. Follet publiceerde in 2007 ook een vervolg, getiteld World Without End. 
De verhaallijn is opgebouwd uit tal van intriges en samenzweringen in een historische context. Het behandelt zowel de evolutie van Romaanse naar gotische architectuur als de groei van de stad Kingsbridge en haar priorij.